# Tenuta San Guido
La Tenuta San Guido est un producteur de vin  de Bolgheri. Elle a été créée par Mario Incisa della Rocchetta, d'une ancienne famille originaire du Piémont, et est aujourd'hui l'un des plus importants noms d'Italie en termes de qualité et prestige.
En Toscane, elle a bâti sa réputation avec son vin rouge « Super Toscan » ce qui l’a contraint à abandonner la DOC. Son Sassicaia, est considéré en Italie comme un vin typé Bordeaux.  Le domaine produit également un second vin,  sous la marque Guidalberto, et un troisième vin Le Difese. La famille Incisa della Rocchetta, propriétaire de la Tenuta San Guido, est membre des Primum Familiæ Vini.